# 山口隆一
山口隆一 ，英文化名Frank，法文化名Francois Antoine，中文化名刘逸（1904年—1951年8月17日），日本人，间谍。曾是北京东交民巷法文图书馆中文部图书目录编辑，住北京市第一区甘雨胡同十六号。
山口隆一1938年到达中国，历任“华北航业协会”、“华北航业总工会”科长、“华北航业协会”北京办事处长等职，专事搜集华北沿海船舶和中国人民抗日游击队活动的情报。1946年1月在北平参加美国战略情报局，充当间谍。同年3月参加中国国民党国际情报机关，搜集中国共产党和解放区情报，供给美国战略情报局。11月受命潜伏。北平解放后，在法国人魏智所开的法文图书馆内以中文图书目录编辑名义作掩护，进行间谍活动。
1950年9月28日被捕，罪名是伙同意大利人李安东竭力搜集情报报告给美国，并秘密测量天安门形势，绘制射击图，并寄往东京美国占领军总部，参与策划当年10月1日国庆大典时炮轰天安门城楼、刺杀中共领导人。该计划为北京市人民政府公安局破获，在其住所一并搜获所藏射击天安门图稿一件、伪华北政务委员会委派令等十二件，情报稿四十八件，中央人民政府首长和中国人民政治协商会议代表履历卡片二百一十件，及情报材料、间谍证件、和与李安东有关间谍活动的来往信件等一千零九十三件。
1951年8月17日被宣判死刑，立即执行。随后被带至北京天桥执行。